# 18.ª Divisão Panzer (Alemanha)
A 18ª Divisão Panzer (em alemão: 18. Panzer-Division) foi uma unidade militar blindada da Alemanha que esteve em serviço durante a Segunda Guerra Mundial.

## Comandantes

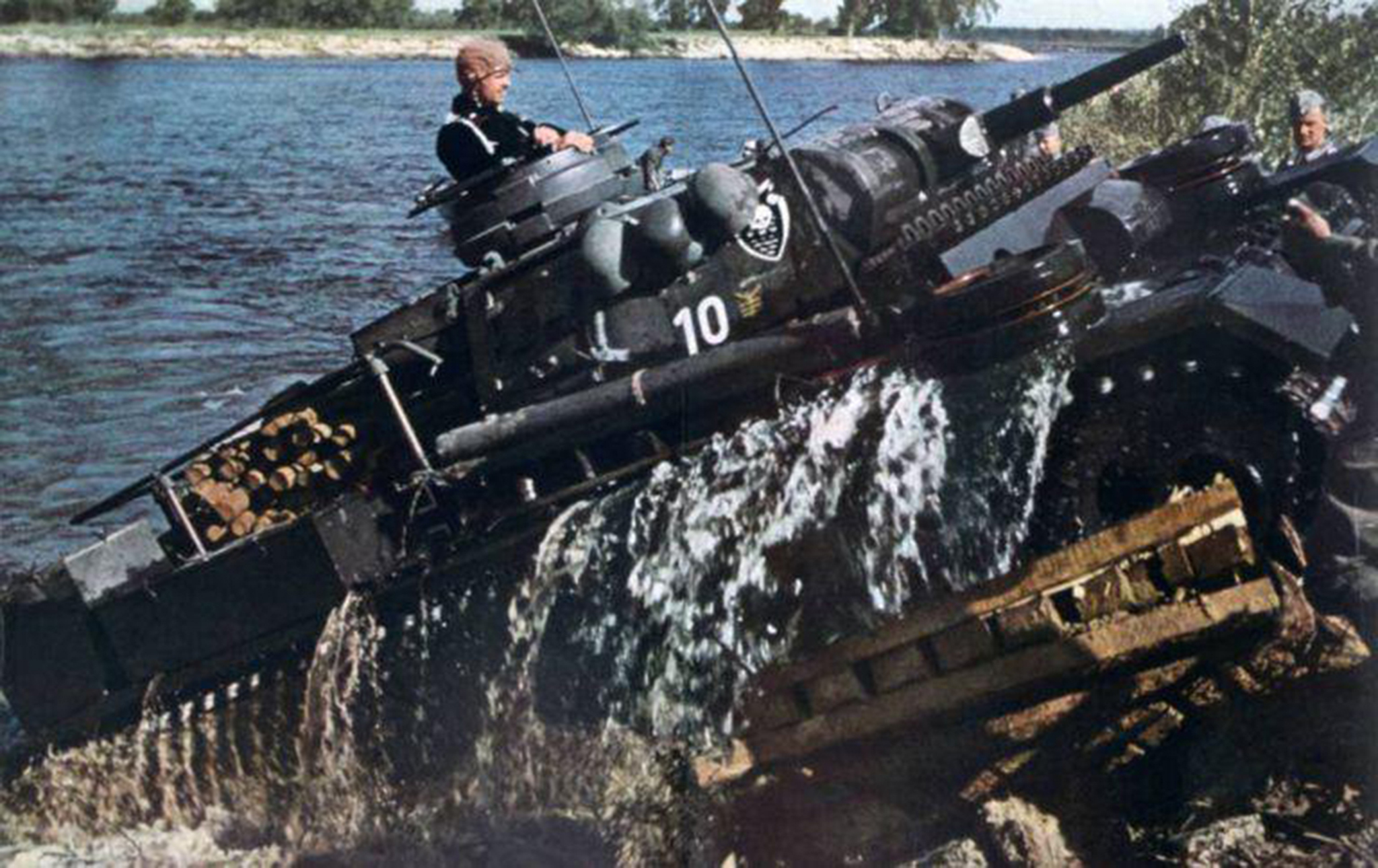
Panzer III da 18ª Divisão Panzer na Rússia em 1941.

| Comandante                                | Data                                                   |
| ----------------------------------------- | ------------------------------------------------------ |
| Generalmajor Walther Nehring              | 26 de outubro de 1940 - 26 de janeiro de 1942          |
| Generalmajor Karl Freiherr von Thüngen    | 26 de janeiro de 1942 - 30 de março de 1942 m.d.F.b.   |
| Generalmajor Karl Freiherr von Thüngen    | 1 de abril de 1942 - 24 de abril de 1942               |
| Oberst Albert Praun                       | 25 de abril de 1942 - ?? de maio de 1942 m.d.F.b.      |
| Generalmajor Karl Freiherr von Thüngen    | ?? de maio de 1942 - 15 de setembro de 1942            |
| Generalmajor Albert Praun                 | 15 de agosto de 1942 - 20 de agosto de 1942 m.d.F.b.   |
| Oberst Walter Gleiniger                   | 21 de agosto de 1942 - 14 de setembro de 1942 m.d.F.b. |
| Generalmajor Erwin Menny                  | 15 de setembro de 1942 - 24 de dezembro de 1942        |
| Generalleutnant Karl Freiherr von Thüngen | 25 de dezembro de 1942 - 31 de março de 1943           |
| Oberst Karl-Wilhelm von Schlieben         | 1 de abril de 1943 - 30 de abril de 1943 m.d.F.b.      |
| Generalmajor Karl-Wilhelm von Schlieben   | 1 de maio de 1943 - 6 de setembro de 1943              |
| Generalmajor Karl Thoholte                | 7 de setembro de 1943 - 29 de setembro de 1943         |

## Área de operações
| Alemanha                       | outubro de 1940 - junho de 1941     |
| Frente Oriental, setor central | junho de 1941 - de setembro de 1943 |